# Smuga (dopływ Czarnego Potoku)
Smuga – prawy dopływ Czarnego Potoku o długości 5 km. Źródło rzeki znajduje się we wsi Czołki w Gminie Sitno. Wypływa z ogromnego obszaru bagiennego na północ od Zamościa.  Jej dopływami są głównie rowy melioracyjne.  Zasila kompleks stawów rybnych we wsi Łapiguz. W tym obszarze koryto rozszerza się nawet do 4 metrów. Po kilkunastu metrach wpada do Czarnego Potoku. To dłuższy z dwóch dopływów tej rzeki. Jego źródła zasilają także południową część Działów Grabowieckich. Często mylony z drugim dopływem Czarnego Potoku czyli Rowem Krynicznym może nawet jest z nim tożsamy (Akta Hipotetyczne) lecz Rów Kryniczny ma swoje źródła na Majdanie w Zamościu.